# Projet de barrages sur le Paraná
 (novembre 2020).
Le projet de barrages sur le Paraná, aussi appelé projet Paraná Medio, est un projet de construction de plusieurs barrages sur le Rio Paraná, dans le secteur où ses deux rives se trouvent sur le territoire argentin. Il affecte des zones du Nord-Est du pays, dans les provinces de Corrientes, Entre Ríos, et Santa Fe. Le barrage  doit produire une importante quantité d'énergie hydroélectrique, grâce à la construction d'une grande usine hydraulique.
Il prévoir la construction de deux barrages de grande taille, le barrage de Chapetón et le barrage de Patí. 
Le barrage est destiné à produire quelque 15 à 20 milliards de kilowattheures d'énergie électrique (puissance prévue : 3 millions de kilowatts), mais aussi à améliorer la navigabilité du fleuve, qui pourrait accueillir des bateaux de mer de 12 000 tonnes, ainsi qu'à fournir de l'eau pour l'irrigation et de nouvelles terres à l'exploitation. 

## Historique du projet

### Projet original
Les études préparatoires en vue de la construction des barrages débutent en 1972.
Le projet du barrage est proposé au début des années 1980 par des experts soviétiques. Il est repris par l'entreprise publique Agua y Energía Eléctrica, créant ainsi la « Gerencia Paraná Medio ». Après la guerre des Malouines, le projet est abandonné.

### Tentatives de relance du projet
En 1996, le projet est relancé avec le soutien financier du consortium américain Energy Developers International et l'approbation du président argentin de l'époque, Carlos Menem, et du gouverneur de la province d'Entre Ríos, Jorge Busti. Le projet se heurte à la résistance des organisations de défense de l'environnement et de la population, qui, par le biais d'un recours en justice, obtiennent l'arrêt du projet. Face à cette décision, la province d'Entre Ríos met fin à tout projet de nouveaux barrages sur les fleuves Paraná et Uruguay grâce à l'adoption, le 25 septembre 1997, de la loi 9092, promue par Busti lui-même, et qui est étendue en 2002 au fleuve Gualeguay. Cette loi est intégrée à l'article 85 de la Constitution provinciale lors de sa réforme en 2008.
En août 2011, le ministère argentin de l'énergie encourage la reprise du projet, en le signalant lors d'une conférence sur le changement climatique qui se tient dans la ville de La Plata. Dans cette nouvelle version du projet, le site doit être situé plus au nord que l'initiative de départ.

## Barrage de Chapetón

### Description
Ce barrage est un projet d'envergure, puisque le lac de retenue formé doit contenir non moins de 60,6 milliards de m³ d'eau (quelque 50 fois le volume de la retenue de Serre-Ponçon en France), et atteindrait ainsi une superficie de plusieurs milliers de km².
Le barrage prévu ne sera pas très haut, mais son volume calculé de 296,2 millions de m³ en fera le plus volumineux de la terre. La gigantesque digue, dont la construction est prévue pour contenir le lac, aura non moins de 224 km de long, ceci aussi constituant un record mondial. En fait le barrage proprement dit n'aurait que 8,5 kilomètres de long, mais sera prolongé par des digues latérales de plus ou moins 215 kilomètres de long et 15 mètres de haut, courant de Santa Fe à la ville de Goya en province de Corrientes.
Pour sa contenance 60,6 milliards de mètres cubes, le barrage ne serait qu'à la treizième place mondiale.
Le lac de barrage s'étendra sur quelque 300 km de long. Et précisément à cet endroit un autre barrage tout aussi gigantesque est prévu, dont le lac de retenue atteindrait les frontières du Paraguay, qui pourrait ainsi voir des bateaux de mer accoster.

### Caractéristiques principales prévues
En 1996, l'estimation du coût de la construction du barrage de Chapetón est d'environ 5 000 millions de dollars américains, dont 2 750 rien que pour les installations de génération d'électricité. La même année, l'entreprise américaine Energy Developers International propose sa construction moyennant une concession pour la vente de l'énergie à produire.
- Hauteur maximale du barrage : 29 m.
- Hauteur utile maximale : 18,30 m.
- Hauteur utile minimale : 9,47 m.
- Hauteur utile moyenne : 15,38 m.
- Puissance installée : 3 000 mégawatts.
- Production moyenne annuelle d'énergie : 18,6 milliards de kilowattheures.
- Nombre d'heures annuelles d'utilisation : 6 200.

### Écluse de Chapetón
Il est prévu de construire une très grande écluse destinée à faire passer des bateaux de 12 000 tonnes. En voici les principales caractéristiques : 
- dénivellation : 14,5 m
- longueur du bassin : de 340 à 400 m
- largeur du bassin : 39 m
- profondeur : 6,40 m
- nombre de bassins : 1

À titre de comparaison, l'écluse du barrage de Yacyretá, destinée à rattraper une dénivellation de 24 m, a un bassin de 270 x 27 mètres et une profondeur de 3,65 mètres.